# أنشودة الفؤاد (فلم)
فيلم أنشودة الفؤاد (1932) هو من أوائل الأفلام المصرية الناطقة حسب كثير من المصادر، ويصنفه البعض على أنه أول فيلم ناطق قبل أولاد الذوات.

## طاقم العمل
- نادرة
- زكريا أحمد
- مرسي عبد اللطيف
- جورج أبيض
- إخراج: ماريو فولبي
- سيناريو وحوار: خليل مطران

## قصة الفيلم
- تدور قصة الفيلم حول راقصة أجنبية يقع في حبّها شخص ثري ويقع شخص آخر في حبها يعمل عنده، ويقع خلاف بين هذا الشخص وزوجته، وتستعين بشقيقها الذي يطلق عليه النار وتموت زوجته بعد أن تنجب طفلة وتستمر القصة.

## وصلات خارجية
- مقالات تستعمل روابط فنية بلا صلة مع ويكي بيانات